# Teddybjörnen Fredriksson
"Teddybjörnen Fredriksson" er en populær svensk børnesang fra 1969 af Lasse Berghagen. Sangen var på Svensktoppen 21.–28. december 1969 og kom på niende og tiende pladsen.
Susanne Palsbo skrev en dansk tekst til sangen, som blev indspillet af Ann Liza. Den var på Dansktoppen i 1971 under titlen "Teddybjørnen Frederiksen" og med en 10. plads som højeste placering.